# 390
Évszázadok: 3. század – 4. század – 5. század
Évtizedek: 340-es évek – 350-es évek – 360-as évek – 370-es évek – 380-as évek – 390-es évek – 400-as évek – 410-es évek – 420-as évek – 430-as évek – 440-es évek
Évek: 385 – 386 – 387 – 388 –  389 – 390 – 391 – 392 – 393 – 394 – 395

## Események

### Római Birodalom
- II. Valentinianus császárt és Flavius Neoteriust választják consulnak.
- Thessalonicában egy népszerű kocsiversenyző letartóztatása miatt zavargások törnek ki és meglincselik Butheric hadvezért. A hatóságok megtorlásképpen katonákkal támadnak a cirkuszban összegyűlt tömegre: a mészárlásnak mintegy 7 ezer halálos áldozata van. Ambrosius mediolanumi püspök Theodosius császárt teszi felelőssé a történtekért és kizárja őt az áldozásból amíg bűnbánatot nem gyakorol. Theodosius megalázkodik az egyház előtt és császári bíborköpenye nélkül jár misére karácsonyig, amikor a püspök végre feloldozza bűne alól.
- Theodosius egy obeliszket hozat Egyiptomból Konstantinápolyba, amit a hippodromban állítanak fel.
- Theodosius máglyán elégettetés terhe mellett megtiltja a homoszexuális kapcsolatokat.
- A betlehemi kolostorába visszavonult Szent Jeromos a Biblia latin fordításának kijavítása után hozzákezd az eredeti Héber Biblia latinra fordításához.

## Születések
- Aquitániai Szent Prosper, keresztény író
- Oszlopos Simeon, keresztény aszkéta

## Halálozások
- Nazianzi Szent Gergely, az egyházatyák egyike
- Laodiceai Apollinaris, teológus, az apollinarizmus alapítója
- Sextus Aurelius Victor, római történetíró

## Fordítás
- Ez a szócikk részben vagy egészben  a(z)   390 című angol Wikipédia-szócikk ezen változatának fordításán alapul.  Az eredeti cikk szerkesztőit annak laptörténete sorolja fel. Ez a jelzés csupán a megfogalmazás eredetét és a szerzői jogokat jelzi, nem szolgál a cikkben szereplő információk forrásmegjelöléseként.